# یورش رودخانه‌ای

تصویری از محیط بازی

یورش رودخانه‌ای (به انگلیسی: River Raid) یک بازی تیراندازی پیمایشی است که توسط کارول شاو طراحی و توسعه داده شده و توسط کمپانی اکتیویژن برای کنسول بازی آتاری ۲۶۰۰ پخش شده‌است. در سال ۱۹۸۸ نیز یک نسخه دنباله‌دار از این بازی منتشر که دارای سطح دشواری بیشتر و مناظر جدیدتر است اما از همان گیم پلی استفاده می‌کند.